# Thubten Gyatsho
| Tibetische Bezeichnung                           |
| ------------------------------------------------ |
| Tibetische Schrift: ཐུབ་བསྟན་རྒྱ་མཚོ་                 |
| Wylie-Transliteration: thub bstan rgya mtsho     |
| Aussprache in IPA: [tʰuptɛ̃ catsʰɔ]               |
| Offizielle Transkription der VRCh: Tubdain Gyaco |
| THDL-Transkription: Thupten Gyatsho              |
| Andere Schreibweisen: Thubten Gyatso             |
| Chinesische Bezeichnung                          |
| Traditionell: 土登嘉措                           |
| Vereinfacht: 土登嘉措                            |
| Pinyin:Tǔdēng Jiācuò                             |

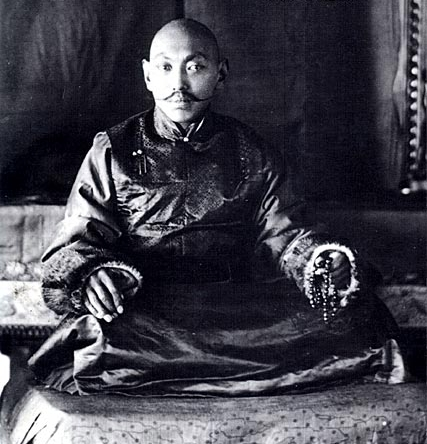
Thubten Gyatsho im Exil in Britisch-Indien

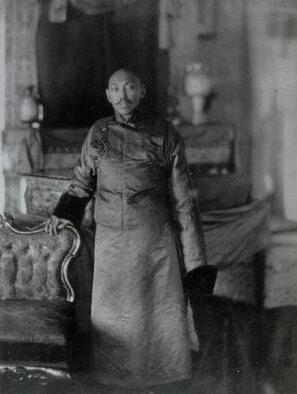
Thubten Gyatsho in Kalkutta im Jahr 1910

Thubten Gyatsho (* 27. Mai 1876 in Thakpo Langdun, Region Ü-Tsang, Tibet; † 17. Dezember 1933 in Lhasa, Tibet) war der 13. Dalai Lama.

## Herkunft und Persönlichkeit
Thubten Gyatsho (häufig auch: Thubten Gyatso) wurde als Sohn einer Bauernfamilie im Ort Thakpo Langdun, in Südtibet, südöstlich von Lhasa (Region Ü-Tsang), geboren. Seine Eltern hießen Gunka Rinchen und Lobsang Dolma.
Am 14. Februar 1878 wurde das Kind im Alter von zwei Jahren nach Lhasa gebracht und auf Wunsch der kaiserlichen Regierung (Qing-Dynastie) vom 8. Penchen Lama Tenpai Wangchuk als 13. Dalai Lama anerkannt. Dieser inthronisierte den Jungen am 1. August 1879 im Potala-Palast. Er erhielt nun den Namen „Ngawang Lobsang Thupten Gyatso Jigdral Chokley Namgyal“.
Zeitgenössischen Quellen zufolge war der 13. Dalai Lama ein herrisch auftretender, „kräftiger Mann mit martialischem Gesicht und ebensolcher Erscheinung“ (so der französische Offizier Henri d’Ollone, der ihn 1908 traf). Die französische Forscherin David-Néel schreibt über ihn: „Man bezeichnet ihn als grausam, und er sieht wirklich danach aus.“ Zudem sei alles „gekünstelt an ihm“, und er kenne „weder Herzlichkeit noch Freundlichkeit“, Gyatsho lebte zu dieser Zeit nicht in Lhasa, sondern im Exil in Britisch-Indien.

## Wertung und Wirkung
Von vielen, etwa von Charles Alfred Bell, von seinem Nachfolger Tenzin Gyatso oder von Heinrich Harrer, wurde der 13. Dalai Lama als großer Reformer, Modernisierer und Staatsmann gelobt. Seine innenpolitischen Reformversuche, die er auf britisches Betreiben hin unternahm, scheiterten aber weitgehend. Auch sein Ziel einer dauerhaften territorialen Ausbreitung Tibets nach Osten erreichte er nicht und Tibet wurde, abgesehen von der ebenfalls sich unabhängig erklärenden Mongolei, weder zu seinen Lebzeiten noch danach international anerkannt.
Gelobt wird oft seine starke Persönlichkeit. Andererseits räumen auch westliche Historiker ein, dass der „Respekt“, den er seiner Umgebung „anfangs eingeflößt“ habe, „nach und nach der Furcht und der Intrige“ gewichen sei, und sogar der befreundete Charles Bell fand, er sei ein „absoluter Diktator“ gewesen.
Der französische Tibet-Historiker Deshayes zieht folgende Bilanz seiner Herrschaft: Drei „ungenutzte Autos, ein embryonales Stromnetz und eine Münzanstalt“ seien 1933 „die letzten Überbleibsel“ der Reformversuche. „Das alte Tibet hat standgehalten.“

## Übernahme und Festigung der Macht
Thubten Gyatsho übernahm 1895, als er die Volljährigkeit erreichte, die politische Macht in Lhasa. Die Machtübernahme provozierte jedoch den Widerstand des bisherigen Regenten, Demo Rinpoche Thrinle Rabgye, der den neuen Dalai Lama durch schwarze Magie zu beseitigen versuchte. Daraufhin rächte Thubten Gyatsho seinen wichtigsten Konkurrenten und dessen Anhänger: In der Affäre der „verzauberten Stiefel“ wurden schließlich der Regent und dessen Bruder Norbu Tsering, damals Premierminister, verhaftet, gefoltert und schließlich umgebracht – wegen eines Mordversuchs. Ihre näheren Verwandten sowie ihre Bediensteten und Anhänger erlitten ein ähnliches Schicksal; auch 16 Bön-Priester wurden hingerichtet.
In die ersten Jahre der Herrschaft Thubten Gyatshos fiel auch die Babu Sarat-Chandra-Das-Affäre: Ein Bengale dieses Namens war mit Hilfe eines befreundeten hohen Lamas aus Tashilhumpo für ein paar Tage illegal nach Lhasa gelangt. Als dies offenkundig wurde, wurde der tibetische Würdenträger, der die Einreise eines Fremden ermöglicht hatte, „aus seinem hohen Amt zu jener heiligen Stadt geschleift, täglich auf dem öffentlichen Markt ausgepeitscht und nachher schändlich ermordet.“ Auch in diesem Fall wurden die Angehörigen und Untergebenen mitbestraft. Phala Dahpön, der Gouverneur von Gyantse, und seine Frau Lha-cham wurden enteignet und zu lebenslangem Kerker verurteilt, mehrere ihrer Bediensteten „auf barbarische Weise verstümmelt, ihre Hände und Füße wurden abgehackt und ihre Augen ausgestochen, und man ließ sie eines langsamen, qualvollen Todes sterben.“

## Britische Einflussnahme
In die Regierungszeit des 13. Dalai Lamas fallen Versuche Russlands und vor allem des Britischen Imperiums, in Tibet Fuß zu fassen. 1904 erreichte ein britisches Expeditionskorps unter dem Befehl von Francis Younghusband die Hauptstadt Lhasa, nachdem es in mehreren Schlachten die waffentechnisch weit unterlegenen tibetischen Truppen vernichtet hatte. Tibetische Vertreter – der Dalai Lama war unter Zurücklassung seiner Amtssiegel in die Äußere Mongolei und anschließend nach Peking geflohen und wurde deshalb von Peking für abgesetzt erklärt – mussten ein Abkommen („Lhasa-Convention“) unterschreiben, das die britische Herrschaft über Sikkim bestätigte und Tibet selbst zu Handelsbeziehungen mit den Briten verpflichtete. Fortan sollte es nur mit britischer Zustimmung Beziehungen zu ausländischen Mächten aufnehmen dürfen. Außerdem musste es Reparationszahlungen leisten, die schließlich von China bezahlt wurden. Erst dann verließen die britischen Truppen die von ihnen als Faustpfand besetzte Gegend von Yadong.
Um China zu besänftigen, erklärte Großbritannien, dieses falle nicht unter den Begriff „ausländische Macht“, und erkannte die „Oberhoheit“ („Suzeränität“) Chinas über Tibet vertraglich an. Dennoch gehörte das Land fortan zur „Einflusssphäre Großbritanniens“, was sich etwa in der (von China nicht anerkannten) Abtretung von Gebieten im östlichen Himalayaraum (siehe NEFA) und in sogenannten britischen Handelsniederlassungen („trade agencies“) in Gyantse, Yadong, Gartok und Lhasa ausdrückte. Die dortigen britischen Handelsagenten glichen den britischen Residenten in Indien: Sie standen „unter der direkten Befehlsgewalt des Politischen Offiziers in Sikkim“ und sollten „die lokalen Behörden zur Verfolgung einer Politik“ bewegen, „die britischen Interessen dienlich war.“

## Exil in Britisch-Indien
Der britische Einfluss in Tibet nahm noch einmal stark zu, nachdem er von Thubten Gyatsho selbst entscheidend gefördert wurde.
Dieser geriet nämlich nach seiner Rückkehr aus Peking 1909 in Konflikt mit dem chinesischen Amban. Während seiner fünfjährigen Abwesenheit hatten sich in Tibet Reformen angebahnt: Die dortige Regierung sollte säkularisiert und modernisiert werden. 1907 öffnete eine chinesische Schule in Lhasa ihre Tore, 1908 eine Militärakademie. Es gab Pläne, Soldaten für eine größere Armee auszubilden sowie Straßen und Telegraphenlinien zu bauen. China entsandte Truppen, die von Sichuan aus nach Tibet marschieren und dort an den Grenzen postiert werden sollten, um die Briten von weiteren Vorstößen abzuhalten. So erreichten im Februar 1910 über zweitausend chinesische Soldaten Lhasa und wurden „sogar von manchen Tibetern willkommen geheißen.“ In dieser Situation beschloss der Dalai Lama, alles auf die britische Karte zu setzen. Am 12. Februar 1910 floh er, begleitet von einigen Getreuen, in Richtung Britisch-Indien. China enthob ihn deshalb erneut seiner Ämter.
Im indischen Exil schloss er Freundschaft mit dem hohen Kolonialbeamten Sir Charles Bell, der ihn beim britischen Vizekönig einführte. Er lernte „die Effizienz der britischen Kolonialverwaltung“ zu schätzen und wurde zum Bewunderer des britischen Militärs.
Währenddessen blieb der Panchen Lama, der eine „pro-chinesische Haltung“ bewahrte, in Tibet und übernahm in Lhasa, auf Einladung des Ambans, die rituellen und repräsentativen Aufgaben des Geflohenen.

## Rückkehr an die Macht und Unabhängigkeitserklärung
1911 wurde in China die Qing-Dynastie gestürzt und die chinesische Republik ausgerufen. Im März 1912 meuterten auch in Lhasa die chinesischen Soldaten und stürmten die Residenz des kaiserlichen Hochkommissars.
Thubten Gyatsho nutzte die Gunst der Stunde. Von Sikkim aus wies er seine Anhänger in Lhasa an, einen Aufstand zu organisieren. Insbesondere die Mönchssoldaten von Sera kämpften gegen die chinesische Garnison, während die Mönche von Drepung und die des Tengyeling-Klosters ebenso wie die von Tashilhumpo die chinesische Präsenz unterstützten. Im April wurden die chinesischen Soldaten zur Aufgabe und schließlich zum Abzug über die indische Grenze gezwungen. Dafür, dass die neue Führung Chinas keine Verstärkung schickte, hatte Jordan, der britische Botschafter in Peking, mit der Drohung gesorgt, andernfalls die chinesische Republik nicht anzuerkennen.
Im Zuge der bewaffneten Auseinandersetzungen wurde das Kloster Tengyeling von den Anhängern Thubten Gyatshos dem Erdboden gleichgemacht; seine Lamas wurden streng bestraft. Vier China-treue Minister der Lhasa-Regierung wurden getötet, darunter Tsarong Shape, der zusammen mit seinem Sohn umgebracht wurde. Ein Günstling des 13. Dalai Lamas durfte sich Namen, Besitz und „das gesamte tote und lebende Inventar“ des Getöteten aneignen, einschließlich „dessen Frauen und Töchter.“
Anfang 1913 kehrte Thubten Gyatsho nach Lhasa zurück. Die neue chinesische Regierung entschuldigte sich für die vorgefallenen Geschehnisse unter der Qing-Dynastie und Yuan Shikai (Chinas provisorischer Präsident) bot dem Dalai Lama an, ihn wieder in sein altes Amt einzusetzen. Dieser stellte jedoch klar, dass er nicht gewillt sei, die zurückgewonnene Macht zu teilen und die geistliche wie auch weltliche Herrschaft über Tibet ausübe. Drei Wochen nach seiner Ankunft ließ er eine Erklärung verbreiten, die häufig als tibetische Unabhängigkeitserklärung gewertet wird, aber auch seinen eigenen Machtanspruch zum Ausdruck bringt. Sie beginnt mit den Worten: „Ich, der Dalai Lama, höchst allwissender Besitzer der buddhistischen Lehre, dessen Titel auf Befehl unseres Herrn Buddha aus dem glorreichen Land Indien verliehen wurde, spricht zu euch wie folgt“. Weiter heißt es dann, indem Thubten Gyatsho die Nachfolge der Könige der Frühzeit beansprucht und seine persönliche Herrschaft religiös begründet: „Unser Herr Buddha aus dem glorreichen Land Indien prophezeite, dass sich die Reinkarnationen Avalokiteshvaras in Gestalt aufeinanderfolgender Herrscher, von den frühen religiösen Königen bis zum heutigen Tag, um das Wohlergehen Tibets kümmern werden.“ Diese Unabhängigkeitserklärung gilt als Schlüsselpunkt in der Tibetfrage. Die Republik China übte zwar ab 1912 de-facto keine Souveränität mehr über Tibet aus, aber sie war dennoch bemüht, Tibet unter einem chinesischen Nationalstaat zu vereinen und erkannte Thubten Gyatshos Erklärung nicht an.

## Versuchte Eigenstaatlichkeit, Modernisierung und militärische Aufrüstung
Auf Anregung von Sir Charles Bell, der 1921 etwa ein Jahr lang selbst in Lhasa weilte, bemühte sich Thubten Gyatsho, Tibet mit Attributen einer eigenen Staatlichkeit auszustatten und in einigen Bereichen eine Modernisierung nach britischem Vorbild einzuleiten.
So durfte 1924 ein britischer Schulinspektor namens Ludlow eine von ein paar Dutzend Adelssprösslingen besuchte Schule errichten. Sie musste aber bereits nach vier Jahren schließen. Ein Münzamt prägte tibetische Münzen aus importiertem britischem Kupfer, und sogar Banknoten wurden einzeln und von Hand gedruckt. Letztere galten allerdings nur „als Kuriosität“, und Ernst Schäfer bemerkte Ende der 1930er Jahre nicht einmal mehr die Existenz einer eigenen tibetischen Währung, da „die allmächtige indische Rupie“ das „Feld längst erobert“ hatte, was er als untrügliches Zeichen für „den Einfluss Britanniens auf Tibet“ wertete. Auch wurden „durchaus ungültige Briefmarken“ gedruckt und „mit einem ebenfalls ungültigen Stempel“ versehen. Tibet gehörte nicht dem Weltpostverein an. Daneben wurde ein nationales Steuersystem eingeführt und eine Polizei geschaffen. Die Todesstrafe wurde abgeschafft, die Lebensbedingungen in den Gefängnissen verbessert und die körperliche Züchtigung wurde reduziert.
Das Hauptaugenmerk des 13. Dalai Lamas galt dem Aufbau einer modernen Armee, die er sich viel kosten ließ, was zu einer drastischen Erhöhung der erhobenen Steuern und Abgaben führte. Ihre Offiziere wurden in Britisch-Indien ausgebildet und ihre Waffen und Uniformen dort gekauft. Die tibetische Militärkapelle trug Tropenhelme und spielte Melodien wie „God Save the King“ oder „It’s a Long Way to Tipperary“, auf Dudelsäcken.
Diese Armee und eine neu geschaffene Polizeitruppe unter dem Befehl des Sikkimesen Laden-la, der sich zuvor in Darjeeling bei der Unterdrückung der „Gandhi-Bewegung“ bewährt hatte, sollten Thubten Gyatsho als Machtbasis gegenüber den verbliebenen politischen Gegnern dienen, etwa gegenüber den Äbten des mächtigen Drepung-Klosters. Drei Äbte dieses größten aller tibetischen Klöster ließ er 1921 zunächst nicht näher bestimmter Verbrechen beschuldigen, auspeitschen und verbannen. Gegen die dann revoltierenden Mönche setzte er seine Armee ein. Nach längerer Belagerung durch 3000 aus ganz Tibet zusammengezogenen Soldaten wurden sechzig Lamas von Drepung festgenommen, ausgepeitscht und in Kangs und eisernen Fußfesseln durch Lhasa geführt. Am 26. Dezember 1923 sah sich auch Chökyi Nyima, der 9. Panchen Lama, gezwungen, aus seinem Kloster Tashilhumpo über die Mongolei nach China zu fliehen, weil er um sein Leben fürchtete.
Ein weiterer Zweck der modernen Armee war die erstrebte Ausdehnung des von Lhasa kontrollierten Territoriums nach Osten. Hier gab es immer wieder Gefechte mit chinesischen Truppen und einen wechselnden Grenzverlauf. Die dort lebenden Khampas kämpften teils auf Seiten der tibetischen Truppen, teils auf der Gegenseite. Unterstützung erfuhr die Armee des Dalai Lamas auch hier durch die Briten, sogar während des Ersten Weltkriegs, als China eigentlich ein Verbündeter Großbritanniens war.
1924 entwickelte sich das Militär jedoch plötzlich zu einer Bedrohung für Thubten Gyatsho selbst. Nach einer vom Oberbefehlshaber Tsarong befohlenen Verstümmelung zweier Soldaten solidarisierten sich die Offiziere mit ihrem nun seinerseits von Strafe bedrohten Vorgesetzten. Sie erwogen einen Putsch zur Entmachtung des Dalai Lamas. Obwohl die Konfrontation glimpflich verlief, war Thubten Gyatsho nunmehr darauf bedacht, das Militär zu schwächen. Einen hohen Offizier nach dem anderen ließ er mit meist fadenscheinigen Begründungen degradieren oder auch töten. Surkhang wurde so wegen einer außerehelichen Beziehung, die Kommandeure Dingja, Sambo und Tsögaw wegen ihres europäischen Haarschnitts abgesetzt; Pedma Chandra, der nach seiner Entlassung die Flucht ergriff, wurde getötet und sein Kopf in Lhasa öffentlich ausgestellt. Tsarong wurde zwar verschont, verlor jedoch seine Macht und wurde 1930 auch als Shape entlassen.
Gleichzeitig suchte Thubten Gyatsho wieder die Gunst der konservativsten Mönchskreise. So wurde zum Beispiel das Tragen westlicher Kleidung und sogar von Brillen verboten.

## Plötzlicher Tod und Konflikt um die Nachfolge
Fünf Tage nachdem er an einem zunächst für banal gehaltenen Leiden erkrankt war, starb der 13. Dalai Lama am Abend des 17. Dezember 1933 im Alter von 57 Jahren, in Lhasa. Einen Nachfolger hatte er nicht bestimmt.
Sein Tod kam überraschend, so dass geargwöhnt wurde, es sei Gift im Spiel gewesen. Die Suche nach einem Schuldigen wurde zum Auftakt eines erbitterten Kampfes um die Nachfolge.